# 松井誠 (政治家)
松井 誠（まつい まこと、1912年（大正元年）10月29日 - 1972年（昭和47年）11月10日）は、昭和期の弁護士、政治家。衆議院議員、参議院議員。

## 経歴
新潟県佐渡郡真野村（真野町を経て現佐渡市）で生まれる。両親は父の勤務地の朝鮮在住のため祖父母の元で成長した。佐渡中学校（現新潟県立佐渡高等学校）、第四高等学校（首席卒業）を経て、東京帝国大学法学部法律学科に進学。1935年（昭和10年）高等試験行政科試験、同司法科試験に合格。1936年（昭和11年）同大学を卒業し、満州国国務院司法部の司法官となるが、病のため1940年（昭和15年）に退官した。義兄が勤務していた京城医学専門学校附属医院で療養後、東京帝国大学医学部附属病院に転院し、退院して1944年（昭和19年）東京の前野法律事務所で弁護士として勤めた。1945年（昭和20年）3月の東京大空襲で被災し故郷の佐渡で弁護士を開業した。
戦後、文化活動にも熱心に取り組み、佐渡新報社の設立に参画し監査役となる。また真野青年団長に就任し、真野演劇研究会、河原田新劇教室、文芸懇話会を立上げて、これらの活動の中から社会主義運動に加わる。1953年（昭和28年）演劇仲間と左派社会党佐渡支部を設立し初代委員長に就任。1955年（昭和30年）新潟県議会議員選挙に立候補したが落選。その後、日本社会党佐渡支部が統一され、1956年（昭和31年）同支部長に就任した。
1958年（昭和33年）5月、第28回衆議院議員総選挙で新潟県第1区から社会党公認で出馬して次点で落選。1960年（昭和35年）11月、第29回総選挙に出馬して初当選。1961年（昭和36年）社会党佐渡支部長を辞任。1963年（昭和38年）11月、第30回総選挙でも再選され、衆議院議員に2期在任した。この間、衆議院地方行政委員、同農林水産委員、裁判官訴追委員予備員、離島振興対策審議会委員などを務めた。塚田十一郎新潟県知事の辞任に伴う1966（昭和41年）5月の知事選挙に衆議院議員を辞職して立候補したが、約6万票差で落選した。佐藤芳男の死去に伴う1967年（昭和42年）11月の第7回参議院議員通常選挙・新潟県地方区補欠選挙に立候補したが次点で落選。1968年（昭和43年）7月の第8回通常選挙で当選し、参議院議員に1期在任した。この間、参議院石炭対策特別委員長、同公害対策特別委員長、同大蔵委員会理事、同予算委員会理事、豪雪地帯対策審議会委員、社会党新潟県本部副委員長などを務めた。1972年4月、院内で病のため倒れ、同年11月、議員在任中に死去した。

## 伝記
- 『松井誠』松井誠記念出版委員会、1973年。